# Рудольф Домбі
Рудольф Домбі (угор. Dombi Rudolf; нар. 9 листопада 1986) — угорський веслувальник, олімпійський чемпіон.

## Виступи на Олімпіадах
| Олімпіада   | Дисципліна                   | Місце |
| ----------- | ---------------------------- | ----- |
| Лондон 2012 | байдарка-двійка, 1000 метрів | 1     |